# Daniel Yule
Daniel Yule (ur. 18 lutego 1993 w Martigny) – szwajcarski narciarz alpejski, złoty medalista igrzysk olimpijskich i mistrzostw świata.

## Kariera
Po raz pierwszy na arenie międzynarodowej Daniel Yule pojawił się 29 listopada 2008 roku podczas zawodów FIS we francuskim Val Thorens. Zajął wtedy 41. miejsce w slalomie gigancie. W 2012 roku wystartował na mistrzostwach świata juniorów w Roccaraso, gdzie jego najlepszym wynikiem było 20. miejsce w supergigancie. Podczas rozgrywanych dwa lata później mistrzostw świata juniorów w Jasnej wywalczył brązowy medal w slalomie. W zawodach tych wyprzedzili go jedynie Henrik Kristoffersen z Norwegii oraz inny Szwajcar, Luca Aerni.
W Pucharze Świata zadebiutował 22 stycznia 2012 roku w Kitzbühel, gdzie nie ukończył pierwszego przejazdu w slalomie. Pierwsze pucharowe punkty wywalczył 6 stycznia 2014 roku w Bormio, zajmując siedemnaste miejsce w tej samej konkurencji. W klasyfikacji generalnej sezonu 2013/2014 zajął ostatecznie 88. miejsce. Na podium zawodów PŚ po raz pierwszy stanął 21 stycznia 2018 roku w Kitzbühel, kończąc rywalizację w slalomie na trzeciej pozycji. Uległ tam tylko Kristoffersenowi oraz Austriakowi Marcelowi Hirscherowi. W sezonie 2018/2019 zajął 3. miejsce w klasyfikacji slalomu, a w klasyfikacji generalnej był jedenasty. Trzecie miejsce w slalomie zajął również w kolejnym sezonie.
W 2014 roku wystartował w slalomie na igrzyskach olimpijskich w Soczi, w którym po pierwszym przejeździe zajmował dwunaste miejsce. W drugim przejeździe został zdyskwalifikowany i ostatecznie nie był klasyfikowany. Wziął również udział w rozgrywanych rok później mistrzostwach świata w Vail/Beaver Creek, jednak nie ukończył pierwszego przejazdu. Podczas igrzysk w Pjongczangu wywalczył złoty medal w zawodach drużynowych, a indywidualnie był ósmy w slalomie. W 2019 roku wspólnie z Wendy Holdener, Aline Danioth i Ramonem Zenhäusernem zdobył złoty medal w zawodach drużynowych podczas mistrzostw świata w Åre. Na rozgrywanych w 2021 roku mistrzostwach świata w Cortina d’Ampezzo był piąty w slalomie.

## Osiągnięcia

### Igrzyska olimpijskie
| Miejsce | Dzień     | Rok  | Miejscowość | Konkurencja | Czas biegu | Strata | Zwycięzca    |
| ------- | --------- | ---- | ----------- | ----------- | ---------- | ------ | ------------ |
| DSQ2    | 22 lutego | 2014 | Soczi       | Slalom      | 1:41,84    | -      | Mario Matt   |
| 8.      | 22 lutego | 2018 | Pjongczang  | Slalom      | 1:38,99    | +1,13  | André Myhrer |
| 1.      | 24 lutego | 2018 | Pjongczang  | Drużynowo   | -          | -      | -            |
| 6.      | 16 lutego | 2022 | Pekin       | Slalom      | 1:44,09    | +0,86  | Clément Noël |

### Mistrzostwa świata
| Miejsce | Dzień     | Rok  | Miejscowość        | Konkurencja | Czas biegu | Strata | Zwycięzca              |
| ------- | --------- | ---- | ------------------ | ----------- | ---------- | ------ | ---------------------- |
| DNF1    | 15 lutego | 2015 | Vail/Beaver Creek  | Slalom      | 1:57,47    | -      | Jean-Baptiste Grange   |
| DNF2    | 19 lutego | 2017 | Sankt Moritz       | Slalom      | 1:34,75    | -      | Marcel Hirscher        |
| 1.      | 12 lutego | 2019 | Åre                | Drużynowo   | -          | -      | -                      |
| DNF1    | 17 lutego | 2019 | Åre                | Slalom      | 2:05,86    | -      | Marcel Hirscher        |
| 5.      | 21 lutego | 2021 | Cortina d’Ampezzo  | Slalom      | 1:46,48    | +1,22  | Sebastian Foss Solevåg |
| 24.     | 19 lutego | 2023 | Courchevel/Méribel | Slalom      | 1:39,50    | +1,77  | Henrik Kristoffersen   |

### Mistrzostwa świata juniorów
| Miejsce | Dzień   | Rok  | Miejscowość | Konkurencja | Czas biegu | Strata | Zwycięzca            |
| ------- | ------- | ---- | ----------- | ----------- | ---------- | ------ | -------------------- |
| DNF     | 2 marca | 2012 | Roccaraso   | Zjazd       | 1:11,99    | -      | Ryan Cochran-Siegle  |
| 20.     | 3 marca | 2012 | Roccaraso   | Supergigant | 1:02,73    | +1,53  | Ralph Weber          |
| DNF1    | 9 marca | 2012 | Roccaraso   | Slalom      | 1:38,44    | -      | Santeri Paloniemi    |
| 3.      | 5 marca | 2014 | Jasná       | Slalom      | 1:37,21    | +1,25  | Henrik Kristoffersen |

### Puchar Świata

#### Miejsca w klasyfikacji generalnej
- sezon 2013/2014: 88.
- sezon 2014/2015: 51.
- sezon 2015/2016: 50.
- sezon 2016/2017: 34.
- sezon 2017/2018: 22.
- sezon 2018/2019: 11.
- sezon 2019/2020: 13.
- sezon 2020/2021: 50.
- sezon 2021/2022: 24.
- sezon 2022/2023: 17.
- sezon 2023/2024: 29.

#### Miejsca na podium w zawodach
1. Kitzbühel – 21 stycznia 2018 (slalom) – 3. miejsce
2. Schladming – 23 stycznia 2018 (slalom) – 3. miejsce
3. Madonna di Campiglio – 22 grudnia 2018 (slalom) – 1. miejsce
4. Schladming – 29 stycznia 2019 (slalom) – 3. miejsce
5. Soldeu – 17 marca 2019 (slalom) – 3. miejsce
6. Levi – 24 listopada 2019 (slalom) – 3. miejsce
7. Madonna di Campiglio – 8 stycznia 2020 (slalom) – 1. miejsce
8. Adelboden – 12 stycznia 2020 (slalom) – 1. miejsce
9. Kitzbühel – 26 stycznia 2020 (slalom) – 1. miejsce
10. Schladming – 28 stycznia 2020 (slalom) – 3. miejsce
11. Wengen – 16 stycznia 2022 (slalom) – 2. miejsce
12. Flachau – 9 marca 2022 (slalom) – 3. miejsce
13. Madonna di Campiglio – 22 grudnia 2022 (slalom) – 1. miejsce
14. Kitzbühel – 22 stycznia 2023 (slalom) – 1. miejsce
15. Chamonix – 4 lutego 2023 (slalom) – 3. miejsce
16. Kitzbühel – 21 stycznia 2024 (slalom) – 3. miejsce
17. Chamonix – 4 lutego 2024 (slalom) – 1. miejsce